# JK (minissérie)
JK é uma minissérie brasileira produzida pela TV Globo e exibida de 3 de janeiro a 24 de março de 2006, em 46 capítulos.
Baseada na vida do ex-presidente do Brasil Juscelino Kubitschek, foi escrita por Maria Adelaide Amaral e Alcides Nogueira com colaboração de Geraldo Carneiro, Letícia Mey e Rodrigo Arantes do Amaral. Dirigida por Amora Mautner, Vinícius Coimbra, Maria de Médici e Cristiano Marques, teve direção geral e núcleo de Dennis Carvalho.
Wagner Moura e José Wilker interpretam Juscelino Kubitschek nas duas fases de sua vida – o início e a consolidação nacional. O elenco ainda conta com Marília Pêra, Débora Falabella, José de Abreu, Luís Melo, Letícia Sabatella, Camila Morgado, Mariana Ximenes e Deborah Evelyn nos demais papéis principais.

## Enredo
A minissérie é dividida em duas fases e acompanha a vida de Juscelino Kubitschek desde a infância, sendo que no primeiro episódio é retratada a morte de seu pai, João César Oliveira, quando ele ainda era um garoto. Logo, porém, a minissérie avança para a vida adulta de Juscelino que, tendo se formado em Medicina e se casado com uma jovem aristocrata, passa a participar da vida política de Belo Horizonte e Minas Gerais. Grande parte do apelo dramático da minissérie se encontra, durante este momento, na tensão entre o desejo reprimido de Juscelino em lançar-se à vida pública e sua relação com a esposa, Sarah, que não deseja que o marido se torne político como seu pai. Esta tensão gerou um conflito que perdurou durante praticamente toda a primeira fase da minissérie. Na segunda fase, estando a família Kubitschek já acostumada à vida pública de Juscelino, focaliza-se a ascensão política de Juscelino e, segundo previsões, o desafio enfrentado por ele para chegar à presidência (enfrentando tentativas de golpe) e a construção daquele que seria seu maior e mais criticado empreendimento, a cidade de Brasília.

## Elenco

### Primeira e segunda fase
| Ator                | Personagem                               |
| ------------------- | ---------------------------------------- |
| Wagner Moura        | Juscelino Kubitschek                     |
| Debora Falabella    | Sarah Kubitschek                         |
| Luís Melo           | Coronel Licurgo de Almeida               |
| Dan Stulbach        | Zinque Gonçalves de Almeida              |
| Deborah Evelyn      | Salomé Gonçalves                         |
| Caco Ciocler        | Leonardo Faria                           |
| Cássia Kis          | Maria Gonçalves de Almeida               |
| Júlia Lemmertz      | Júlia Kubitschek                         |
| Louise Cardoso      | Luisinha Negrão Lemos                    |
| Ranieri Gonzalez    | José Maria Alkmin                        |
| Juliana Mesquita    | Maria da Conceição Kubitschek (''Naná'') |
| Mateus Solano       | Júlio Soares                             |
| André Frateschi     | Odilon Behrens                           |
| Marcelo Laham       | Thales da Rocha Viana                    |
| Rafaella Mandelli   | Amélia Lemos Passos                      |
| Rosanne Mulholland  | Maria Luísa Lemos Pinto                  |
| Luíza Mariani       | Idalina Lemos Vasconcellos               |
| Augusto Garcia      | Geraldo Lemos                            |
| Marcelo Várzea      | Gabriel Passos                           |
| André Barros        | Clóvis Pinto                             |
| Carmo Dalla Vecchia | Carlos Vasconcelos                       |
| Ilya São Paulo      | Joaquim Gonçalves                        |
| Keli Freitas        | Maria das Dores Kubitschek               |
| Ana Carbatti        | Guiomar                                  |
| Tuna Dwek           | Madame Olímpia                           |
| Clarisse Abujamra   | Madame Lucinda                           |
| Thais Garayp        | Dona Cota                                |

### Terceira fase
| Ator                | Personagem                               |
| ------------------- | ---------------------------------------- |
| José Wilker         | Juscelino Kubitschek                     |
| Marília Pêra        | Sarah Kubitschek                         |
| José de Abreu       | Carlos Lacerda                           |
| Letícia Sabatella   | Marisa Soares                            |
| Camila Morgado      | Ana Rosenberg                            |
| Mariana Ximenes     | Lilian Gonçalves                         |
| Deborah Evelyn      | Salomé Gonçalves                         |
| Caco Ciocler        | Leonardo Faria                           |
| Guilhermina Guinle  | Magui Sampaio                            |
| Alessandra Negrini  | Yedda Ovalle Schmidt                     |
| Antônio Calloni     | Augusto Frederico Schmidt                |
| Débora Bloch        | Dora Amar                                |
| Hugo Carvana        | Jorge Sampaio                            |
| John Vaz            | João Goulart                             |
| Paulo Goulart       | Israel Pinheiro                          |
| Isabela Garcia      | Déa Pinheiro                             |
| Denise Del Vecchio  | Maria da Conceição Kubitschek (''Naná'') |
| Tato Gabus Mendes   | Júlio Soares                             |
| Nathalia Timberg    | Baronesa de Tibagi                       |
| Ariclê Perez        | Júlia Kubitschek                         |
| Eva Wilma           | Luisinha Negrão Lemos                    |
| Otávio Augusto      | Benedito Valadares                       |
| Paulo Betti         | José Maria Alkmin                        |
| Samara Felippo      | Maria Estela Kubitschek                  |
| Andréia Horta       | Márcia Kubitschek                        |
| Paulo Nigro         | Luís Felipe Bueno Cavallini              |
| Cássio Gabus Mendes | Gaúcho                                   |
| Lucci Ferreira      | Antenor Gonçalves de Almeida             |
| Betty Gofman        | Abigail Fernandes                        |
| Otávio Müller       | Coronel Orozimbo Fialho                  |
| Sérgio Viotti       | Adolpho Bloch                            |
| Marília Gabriela    | Celita Bueno Cavallini                   |
| Adriano Stuart      | Genaro Cavallini                         |
| Ricardo Blat        | Thales da Rocha Viana                    |
| Camilo Bevilacqua   | Odilon Bherens                           |
| Patrícia Werneck    | Silvinha Gonçalves de Almeida            |
| Ana Carbatti        | Guiomar                                  |
| André Lopes         | Rodrigo Lopes                            |
| Dudu Azevedo        | Cássio Machado                           |
| Júlia Almeida       | Helô Machado                             |
| Cláudia Netto       | Carmen Dulce                             |
| Bukassa Kabengele   | Fred Moreno                              |
| Nana Gouvêa         | Ninon Vesúvio                            |
| Ana Kutner          | Sirlene                                  |
| Gabriela Hes        | Judite Gonçalves                         |

### Participações especiais
| Ator                 | Personagem                        |
| Primeira fase        | Primeira fase                     |
| -------------------- | --------------------------------- |
| Fábio Assunção       | João César de Oliveira            |
| Paulo José           | Augusto Elias Kubitschek          |
| Manuela do Monte     | Amália Brant                      |
| Maria Manoella       | Celeste Gonçalves                 |
| Adriana Londoño      | Maria de Las Mercedes             |
| Ana Cecília Costa    | Madalena                          |
| Roberta Rodrigues    | Adosinda                          |
| Manoelita Lustosa    | Parteira                          |
| Gilles Gwizdek       | Padre                             |
| César Cardadeiro     | Juscelino (adolescente)           |
| Marcela Barrozo      | Naná (adolescente)                |
| Vinícius Moreno      | Juscelino (bebê)                  |
| Vinícius Barcellos   | Juscelino (criança)               |
| Raquel Bonfante      | Naná (bebê)                       |
| Débora Sargentelli   | Naná (criança)                    |
| Marc Franken         | Zinque (criança)                  |
| Bianca Lyrio         | Salomé (criança)                  |
| Segunda fase         |                                   |
| Bianca Salgueiro     | Maria Estela (criança)            |
| Mariana Azevedo      | Márcia (criança)                  |
| Malu Rodrigues       | Lilian (criança)                  |
| Tatiana Alvim        | Beatriz (criança)                 |
| Rafael Miguel        | Antenor (criança)                 |
| Isabela Coimbra      | Silvinha (criança)                |
| Terceira fase        |                                   |
| Xuxa Lopes           | Camilinha Sampaio                 |
| Raul Cortez          | Antônio Carlos Ribeiro de Andrada |
| Regina Braga         | Alzira Gonçalves                  |
| Werner Schünemann    | Bernardo Sayão                    |
| Sérgio Viotti        | Adolpho Bloch                     |
| Eliane Giardini      | Tarsila do Amaral                 |
| José Rubens Chachá   | Oswald de Andrade                 |
| Flávio Bauraqui      | Cartola                           |
| Ivan Fernandes       | Carlos Drummond de Andrade        |
| Marco Ricca          | Roberto Marinho                   |
| Pascoal da Conceição | Mário de Andrade                  |
| Pedro Garcia Netto   | Pedro Nava                        |
| Rodrigo Penna        | Oscar Niemeyer                    |
| Emílio de Mello      | Carlos Murilo Felício dos Santos  |
| Quitéria Chagas      | Josephine Baker                   |
| Tadeu di Pietro      | Lúcio Costa                       |
| Danilo Caymmi        | Dorival Caymmi                    |
| Ludoval Campos       | Tancredo Neves                    |
| Paulo Carvalho       | Pedro Nava                        |
| Ida Gomes            | Irmã Maria                        |
| Roberto Frota        | Coronel Fulgêncio de Souza Santos |
| Isabella Parkinson   | Cândida de Souza Santos           |
| Adriano Garib        | Gadelha                           |
| Domingos de Oliveira | Jayme Ovalle                      |
| Eva Todor            | Carlota Bueno                     |
| Christiana Guinle    | Coracy                            |
| Luciano Chirolli     | Murilo Santos                     |
| Jorge Botelho        | Luthero Viana                     |
| Yaçanã Martins       | Assunta Bonfim                    |
| Daniel Dantas        | Dr. Raul                          |
| Mila Moreira         | Maria Alice                       |
| Marco Antônio Pâmio  | Wilsinho                          |
| Murilo Grossi        | Affonso Heliodoro dos Santos      |
| Hélio Cícero         | Renato Archer                     |
| Arthur Kohl          | Henrique Teixeira Lott            |
| Fábio Lago           | Severino                          |
| Cláudio Jaborandy    | Zé                                |
| Domingos Meira       | Sérgio Sá                         |
| Andréa Murucci       | Idalina Lemos Vasconcelos         |
| Jitman Vibranovski   | Gabriel Passos                    |
| Jorge Lucas          | Jucelino Felício                  |
| Maria Laura Nogueira | Virgininha                        |
| Edmo Luis            | Noraldino Lima                    |
| Ivo Fernandes        | Vitorino Freire                   |

## Produção
Um dos pontos mais polêmicos da produção, porém, segundo algumas das críticas publicadas pela imprensa, foi o da inclusão de todo um conjunto de personagens fictícios que, segundo a minissérie, possuiria relações familiares com o protagonista, Kubitschek. Este conjunto de personagens criou um segundo núcleo dramático à minissérie, sendo muitas vezes mais focalizado que o núcleo principal durante diversos episódios e que contribui para atribuir um tom relativamente folhetinesco à produção, que do contrário ficaria restrita aos acontecimentos pretensamente históricos.

### Ambiente

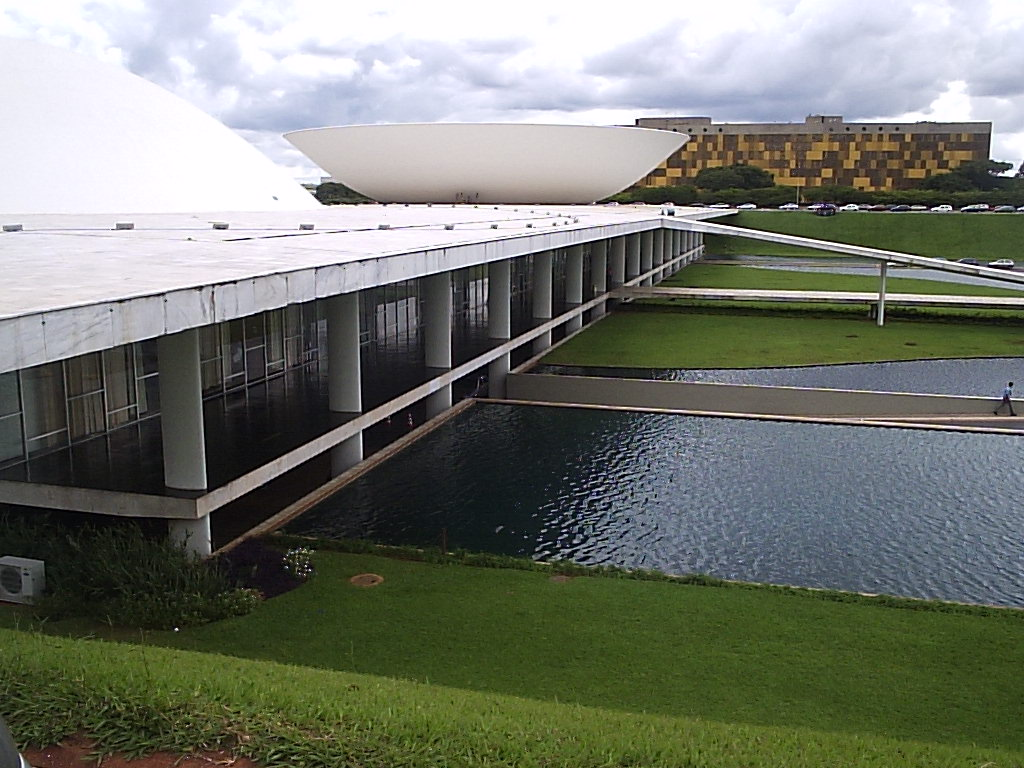
Congresso Nacional

Além do estúdio, no Projac, foram gravadas cenas em ambientes externos. Durante 32 dias foram gravadas 140 cenas em Tiradentes, onde segundo o diretor Dennis Carvalho, parecia uma cidade cenográfica pois os habitantes da cidade já se acostumaram com o elenco, e quando foram embora até sentiriam falta. Algumas das cenas, principalmente as do primeiro capítulo, foram gravadas nas locações reais, na cidade natal de Juscelino, Diamantina, nas ruas do centro histórico de Santos, e também em Belo Horizonte.
Para reproduzir Brasília, por um cerca de um mês a equipe de produção utilizou computação gráfica. A cena da comemoração da posse, na Avenida Rio Branco, com multidão e muitos carros, que foi exibida no primeiro capítulo, também foi usada computação gráfica.

### Danças
Juscelino sempre teve fama de pé-de-valsa e por isso muitos dos atores tiveram aulas de dança para se adaptar as danças da época. As aulas de dança aconteceram com o professor, bailarino e coreógrafo Jaime Arôxa. O professor ficou satisfeito com o resultado. Entre os que atores que tiveram que aprender a dançar estão os que interpretam JK, Sarah, Salomé, Naná, Amália, Leonardo Faria, Zinque, entre outros. Entre os estilos da época que aparecem na minissérie estão a valsa, o tango, o cake walk, e o maxixe.

### Preparação
Para criação do personagem, Wagner Moura estudou a política da época e precisou fazer fonoaudióloga para anular ao máximo seu sotaque baiano e incorporar o mineiro. José Wilker estudou sociologia e passou uma temporada fazendo pesquisa com a própria família de JK.

## Exibição
A minissérie passou a ser reexibida apenas para o Distrito Federal (que não possui eleições municipais) a partir do dia 19 de agosto de 2008, após o Jornal Nacional. A partir do dia 01 de setembro de 2008 o sinal da reprise da minissérie pode ser captado em todo o Brasil através de antena parabólica, pois a partir deste dia o sinal da reapresentação da minissérie foi disponibilizado pela emissora via satélite.
Foi reprisada pelo Viva entre 18 de setembro e 21 de novembro de 2012, às 23:15, sendo substituída por Presença de Anita.

## Trilha sonora
Capa: O logotipo da minissérie
- Peixe Vivo - Milton Nascimento (Tema de Abertura)
- Sábado em Copacabana/Copacabana - Gal Costa
- Nunca - Zizi Possi
- Ouça - Maysa
- Este seu Olhar - Dick Farney
- Se todos fossem iguais a você - Sylvia Telles
- Chega de Saudade - Tom Jobim
- Caminhemos - Maria Bethânia e Nelson Gonçalves
- Presidente Bossa Nova - Juca Chaves
- Canção de Amor - Elizeth Cardoso
- Alguém como tu - Dick Farney
- Menina Moça - Tito Madi
- A Felicidade - Agostinho dos Santos
- Aqueles Olhos Verdes - Trio Irakitan
- Broto Legal - Sérgio Murilo
- A Vizinha do Lado - Dorival Caymmi
- Mocinho Bonito - Dóris Monteiro
- Chove lá fora - Elizeth Cardoso
- Balada Triste - Agostinho dos Santos
- Mulher - Emílio Santiago

## Prêmios
Prêmio Top of Business (2006):
- Atriz - Xuxa Lopes e Guilhermina Guinle

Prêmio Qualidade Brasil (2006):
- Melhor Telenovela ou Projeto Especial de Teledramaturgia
- Melhor Autor Teledramaturgia - Maria Adelaide Amaral e Alcides Nogueira
- Melhor Direção Teledramaturgia - Dennis Carvalho

Prêmio Contigo! de Novelas (2006):
- Melhor diretor - Dennis Carvalho
- Melhor Par Romântico - Alessandra Negrini & Antônio Calloni (Nomeado)

Troféu Leão Lobo (2006):
- Melhor Trilha Sonora
- Melhor Atriz Coadjuvante - Alessandra Negrini